# Польское общество радиационных исследований

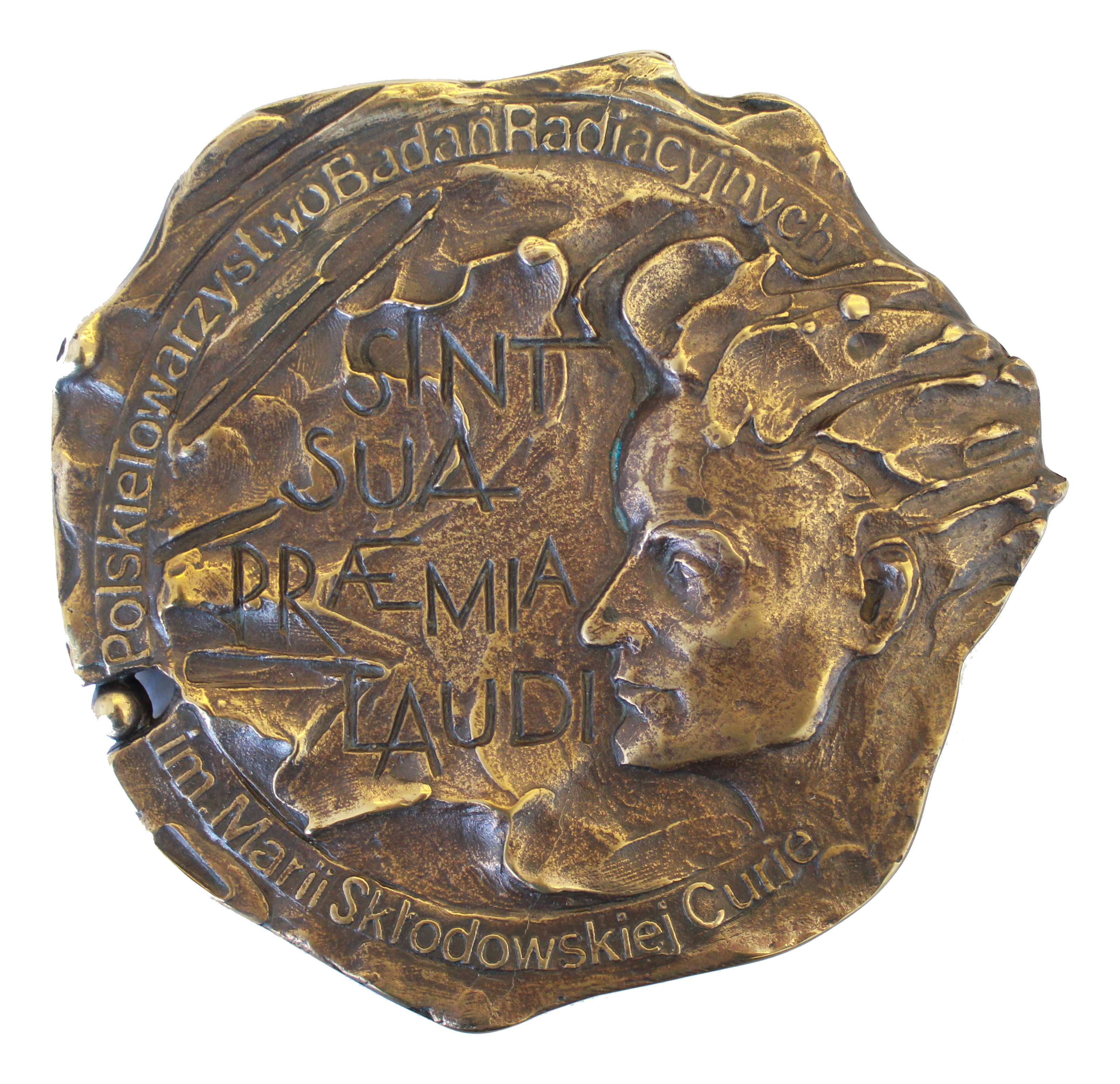
Медаль имени Марии Склодовской-Кюри — высшая награда, присуждаемая PTBR

Польское общество радиационных исследований имени Марии Склодовской-Кюри (пол. Polskie Towarzystwo Badań Radiacyjnych im. Marii Skłodowskiej-Curie) — польское научное общество, основанное в 1967 году и получившее имя учёной-физика, нобелевского лауреата Марии Склодовской-Кюри. Первым председателем Общества был доктор наук, профессор Ежи Крох (1969—1973, 1979—1983 гг.).
Согласно Уставу, целью Общества является поддержка и популяризация исследований в области ионизирующего излучения и электромагнитного неионизирующего излучения и их действия на материю.
В состав Общества входят 6 региональных филиалов.
С 1971 года на съездах Общества присуждаются награды за лучшие научные работы в области биологических и физико-химических наук об ионизирующем и неионизирующем излучении. До 1995 года это были денежные призы, в настоящее время лауреатам вручаются памятные статуэтки и дипломы.
В 1980 году Обществом была учреждена Медаль имени Марии Склодовской-Кюри — высшая награда Общества, присуждаемая выдающимся польским и иностранным учёным, внёсшим значительный вклад в развитие радиационных исследований.
Председателем Общества является доктор наук, профессор Marek Zmyślony.
Актуальная информация о деятельности Общества публикуется на сайте www.ptbr.org.pl.